# Skee-Ball

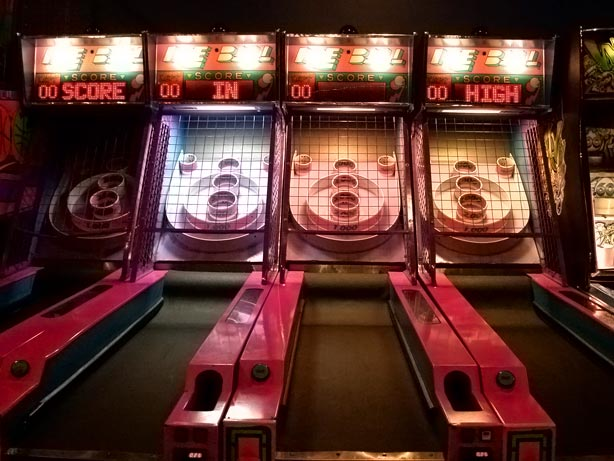
Des machines de Skee-Ball.

Le Skee-Ball (aussi orthographié Skee Ball) est un jeu d'arcade et l'un des premiers jeux de rachat. Il se joue en faisant rouler une boule sur un plan incliné jusqu'à une bosse afin de la faire atterrir dans des anneaux. L'objectif du jeu est de marquer le plus de points en faisant tomber la balle dans les anneaux de plus haute valeur.

## Histoire

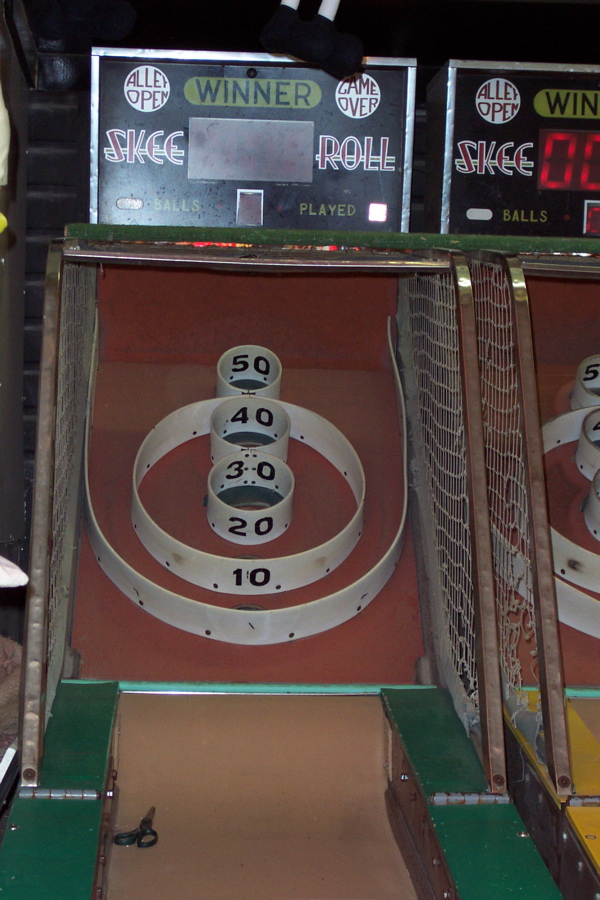
Jeu de skee-ball sans les deux trous supplémentaires valant 100 points situés sur les coins supérieurs de la machine.

Le Skee-Ball est inventé et breveté en 1908 par Joseph Fourestier Simpson, résident de Vineland dans le New Jersey,. Simpson autorise John W. Harper et William Nice Jr. à créer la Skee-Ball Alley Company, une entreprise qui commence à commercialiser les jeux dès 1909. La première publicité évoquant le Skee-Ball est parue le 17 avril 1909 dans le magazine Billboard avant les premières ventes quelques mois après,.
En janvier 1910, William Nice meurt de façon inattendue, laissant Harper sans le financement nécessaire à la promotion. La compagnie lutte alors pendant plusieurs années pour subsister.
En 1910, Jonathan Dickinson Este commence à aider Simpson et John W. Harper à revitaliser la société,. Il installe deux allées près de l'université de Princeton. En 1914, il rachète le brevet et tous les droits au jeu de Simpson, crée la J. D. Este Company et embauche Harper comme directeur général,. En 1917, Este est enrôlé dans l'armée et remet le fonctionnement de la société à ses partenaires commerciaux. Après son retour en 1919, il vend la J. D. Este Company à ses partenaires et quitte l'entreprise.
Les partenaires commerciaux de Este renomment la société « Skee-Ball Company ». Ils procèdent à la fabrication et à la distribution du jeu jusqu'en 1928, quand le jeu est vendu à Herman Bergoffen, Hugo Piesen et Maurice Piesen, qui créent la National Skee-Ball Company. En 1929, la National Skee-Ball Company de Coney Island, New York, dépose le nom de Skee-Ball,.
La National Skee-Ball Company organise le premier tournoi national de Skee-Ball au Skee-Ball Stadium d'Atlantic City. Les allées du tournoi étaient plus courtes que les allées que Simpson avait construites. Plus de cent candidats sont qualifiés à jouer dans le tournoi et 2 400 $ en prix sont attribués aux gagnants.
En 1935, Bergoffen meurt, laissant Hugo et Maurice Piesen diriger la société. En juin 1936, The Rudolph Wurlitzer Manufacturing Company achète tous les droits. Wurlitzer produit plus de cinq mille ruelles Skee-Ball et commence à les vendre en décembre 1936, avant de cesser la production l'année suivante en raison de la baisse de la demande,. À partir de 1942, Wurlitzer rejoint l'effort de guerre en construisant des équipements pour le gouvernement des États-Unis.
À l'approche de la fin de la guerre, la Philadelphie Toboggan Company (PTC) contacte Wurlitzer pour lui demander l'octroi des licences et en devient le nouveau propriétaire en janvier 1946. Elle le reste jusqu'en 1977, quand l'entité Skee-Ball, Inc. est créée avec les mêmes propriétaires. En 1984, Joe Sladek et trois autres partenaires achètent la société. Au cours des années suivantes, Sladek rachète les autres parts et renomme la société Skee-Ball Amusement Games Inc. En février 2016, Bay Tek Games, Inc., de Pulaski dans le Wisconsin, rachète la Skee-Ball Amusement Games, Inc.
Super Ball!! est une version du Skee-ball présente dans la version américaine du jeu télévisé The Price is Right de 1981 à 1998.
Le Skee-Ball est toujours un sport social joué dans les bars, notamment en Amérique du Nord. Des ligues compétitives existent également.

## Déroulement du jeu

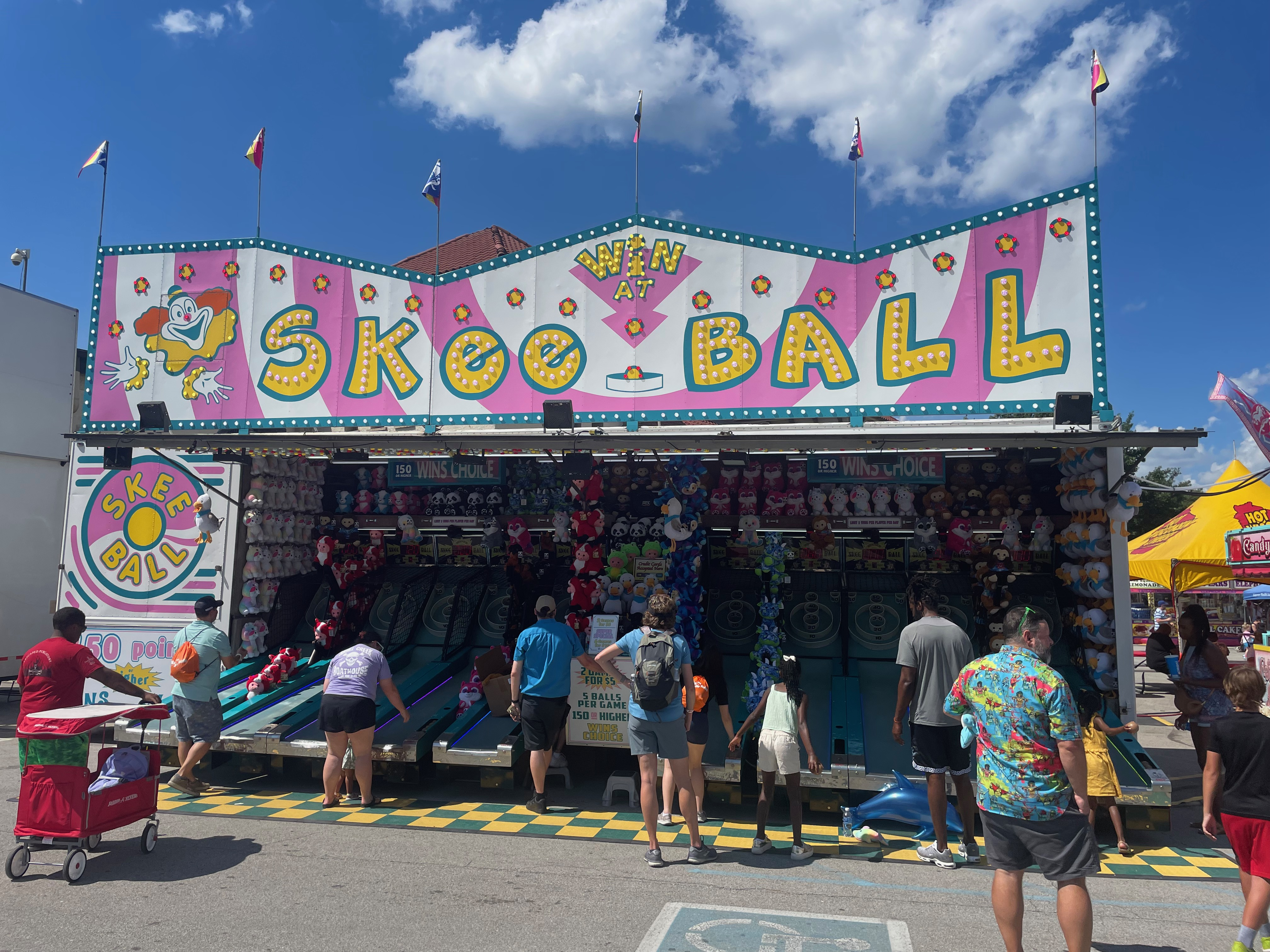
Joueurs devant un stande de Skee Ball.

Le joueur, après avoir inséré le paiement approprié, reçoit plusieurs boules (souvent neuf) faites de masonite polie ou en plastique lourd faisant 8 cm de diamètre. Chaque machine présente une rampe inclinée de 30 à 40 cm de long sur laquelle le joueur doit faire rouler les boules. Une augmentation soudaine de l'inclinaison à la fin de la rampe (appelée le "ball-hop") lance les boules au-dessus du plan de la rampe vers une série d'anneaux qui dirigent les boules dans des trous ayant des valeurs en points différents. Les plus petits et les plus difficiles à atteindre rapportent le plus de points.
La machine renvoie des coupons au joueur selon des seuils de points, soit pendant le jeu ou après la fin du jeu. Les coupons permettent ensuite d'obtenir des lots.
Dans les fêtes foraines, les prix sont typiquement gagnés en mettant au moins nombre minimum de points. Cela demande à un assistant de remettre les prix immédiatement à la fin des jeux, ce qui n'est pas courant dans les paramètres d'arcade.